# 아세프로마진
아세프로마진(acepromazine, ACP) 또는 아세틸프로마진(acetylpromazine, Ace)은 페노치아진 계열의 항정신병 약물이다. 상표명으로는 아트라베트(Atravet), 아세진 2(Acezine 2)라고도 한다. 1950년대에 처음 사람에게 사용되었는데, 현재는 사람에게는 거의 사용되지 않는다(유사한 약물인 클로르프로마진은 여전히 사람용 항정신제로 사용된다). 아세프로마진은 흔히 동물에게 진정제 내지 항구토제 용도로 주사된다. 주된 목적은 불안해하는 동물을 조용히 시키고 안정시키는 것이다.